# Gnomidolon brethesi
Gnomidolon brethesi là một loài bọ cánh cứng trong họ Cerambycidae.